# Sai Paranjpye
Sai Paranjpye (Mumbai, 19 marzo 1938) è una regista e sceneggiatrice indiana.

## Premi e riconoscimenti
- Padma Bhushan (2006)
- National Film Awards
  - 1980: "Best Feature Film in Hindi" (Sparsh)
  - 1980: "Best Screenplay" (Sparsh)
  - 1993: "Best Film on Social Issues" (Choodiyan)
- Filmfare Awards
  - 1985: "Best Director" (Sparsh)
  - 1985: "Best Dialogue" (Sparsh)

## Filmografia
- The Little Tea Shop (1972) - TV
- Jadu Ka Shankh (1974)
- Begaar (1975)
- Sikander (1976)
- Dabcherry Milk Project (1976)
- Captain Laxmi (1977)
- Freedom From Fear (1978)
- Sparsh (1980)
- Chasme Buddoor (1981)
- Books That Talk (1981)
- Katha (1983)
- Ados Pados (1984) - TV
- Chote Bade (1985) - TV
- Angootha Chhaap (1988)
- Disha (1990)
- Papeeha (1993)
- Chooriyan (1993)
- Saaz (1997)
- Bhago Bhoot (2000)
- Chaka Chak (2005)
- Suee (2009)